# Mimoso do Sul
Mimoso do Sul est une municipalité de l'État d'Espírito Santo au Brésil.
Sa population était estimée à 27 124 habitants en 2009 et elle s'étend sur 867,281 km2.
Elle fait partie de la Microrégion de Cachoeiro de Itapemirim dans la Mesorregião Sud de l'Espírito Santo.